# Huszakert
Huszakert – wieś w Armenii, w prowincji Armawir. W 2011 roku liczyła 855 mieszkańców.